# インディア・ムーア
インディア・アドリアナ・ムーア（Indya Adrianna Moore, 1995年1月17日 - ）は、アメリカ合衆国ニューヨーク出身の俳優、モデル。FXのテレビシリーズ『POSE/ポーズ』のエンジェル・エヴァンジェリスタ役などで知られている。2019年に『タイム』誌の「世界で最も影響力のある100人（タイム100）」の1人に選出された。ムーアはトランスジェンダーのノンバイナリーであり、普段はthey/themの代名詞並びにshe/herの代名詞を使用している。

## 生い立ち
インディア・ムーアはニューヨークのブロンクス区出身であり、ハイチ、プエルトリコ、ドミニカにルーツをもっている。14歳の時に両親のトランスフォビアにより実家を離れ、里親のもとで暮らす。引っ越しを繰り返し、最終的にニューヨークの5区全てで暮らした。高校で頻繁にいじめを受け、高校2年時に中退。15歳でモデルとしてのキャリアを開始し、働きながらGeneral Educational Development（GED）を取得した。

## キャリア

### 初期
15歳でモデルとしてのキャリアを開始。当初こそファッション業界ではリスキーな選択として扱われたが、クリスチャン・ディオールやグッチなどの撮影の仕事をするようになる。
ムーアはモデルとして仕事のオファーを受ける一方で、ファッション業界というボディイメージを重視する業界に次第に嫌気が差すようになっていた。そんな中、テレビシリーズ『ゲットダウン』で裏方の仕事をしていた際に、伝説のダンサーで社交界のベテランでもあるホセ・グティエレス・エクトラバガンザに出会う。彼はムーアに演技の道に進むことを勧め、インディペンデント映画『サタデーナイト・チャーチ -夢を歌う場所-』のオーディションを受けさせた。その結果、ムーアはディジョンという役にキャスティングされ、同作は2017年4月23日のトライベッカ映画祭で封切られた。『ハリウッド・レポーター』誌は、同作を「優しく、魂のこもった作品」と称賛。翌2018年1月12日に、サミュエル・ゴールドウィンフィルムズの配給によってアメリカで本公開された。
2017年初め、ムーアはニューヨークのファッション・ウィークにランウェイモデルとして出演し、スペイン版『VOGUE』誌に掲載された。同年、ケイティ・ペリーのシングル「Swish Swish」のミュージックビデオに出演。同年5月20日放送のバラエティ番組『サタデー・ナイト・ライブ』でペリーと共にライブパフォーマンスを行い、「ハウス・オブ・エクストラバガンザ」のメンバーとしてクレジットされた。

### テレビシリーズ『POSE/ポーズ』への出演
2017年末、ムーアは1980年代後半のニューヨークのボール・カルチャーを描いたライアン・マーフィーら制作によるFXのテレビシリーズ『POSE/ポーズ』にキャスティングされた。ムーアが演じたのは、MJ・ロドリゲス演じるブランカと共に「ハウス・オブ・アバンダンス」を出て「ハウス・オブ・エヴァンジェリスタ」に加わるトランスジェンダーのセックスワーカー、エンジェル・エヴァンジェリスタである。クリストファー・ストリート・ピアで働く内にエヴァン・ピーターズ演じるヤッピーのスタンに出会ったエンジェルは、彼の愛人となる。
同シリーズは2018年6月3日に初放送され、批評家の称賛を集めた。シーズン1には50人以上のトランスジェンダーの登場人物が配され、脚本のあるテレビシリーズとしては過去最多のトランスジェンダーのキャスト数を誇るエポックメイキングな作品となった。『POSE/ポーズ』はシーズン3まで製作され、2021年6月6日をもって好評の内に完結した。

### 大手エージェンシーとの契約と現在
2018年、ムーアはIMGモデルズ並びにウィリアム・モリス・エンデバー（WME）と契約を結び、WMEと契約した初めてのトランスジェンダーの俳優となった。また、権利を奪われたグループに関する物語のプラットフォームを提供する制作会社Beetlefruit Mediaを設立。その他にも、J.Viewsの「Don't Pull Away」（2017年）や、Blood Orangeの「Saint」（2018年）のミュージックビデオに出演した。
2019年5月には、トランスジェンダーの俳優として初めてアメリカ版『ELLE』誌の表紙を飾った。加えて、同年12月、『スティーブン・ユニバース』の続編アニメ『スティーブン・ユニバース・フューチャー』にノンバイナリーのシェップ役で出演し、声優デビューを果たす。
2020年公開のチェ・グレイソン監督の短編映画『Magic Hour』にベラ役で出演。メアリー・シェリーによるゴシック小説『フランケンシュタイン』を性別に関係なくリメイクした作品であり、撮影は日本の東京で行われた。ムーアは同作でエグゼクティブ・プロデューサーも兼務した。同年6月、LGBTQプライド・パレードの50周年を記念して、『Queerty』誌は「すべての人々の平等、受容、尊厳に向けて国を導く」50人の英雄の1人としてムーアを選出した。
2021年7月16日に公開された、サイコスリラー映画『エスケープ・ルーム』の続編映画『エスケープ・ルーム: トーナメント・オブ・チャンピオンズ』にブリアナ・コリアー役で出演。また、2022年12月16日アメリカ公開予定の『アクアマン』の続編映画『アクアマン・アンド・ザ・ロスト・キングダム』（邦題未定）に出演することも決定。放射線により高度な知能とテレパシー能力を身につけたサメのカーション役を演じる。

## 出演作品

### 映画
| 公開年 | 邦題 原題                                                                              | 役名                     | 備考                                       |
| ------ | -------------------------------------------------------------------------------------- | ------------------------ | ------------------------------------------ |
| 2017   | サタデーナイト・チャーチ -夢を歌う場所- Saturday Church                                | ディジョン               |                                            |
| 2017   | Spot                                                                                   | ビジネスウーマン         | 短編映画                                   |
| 2019   | クイーン&スリム Queen & Slim                                                           | 女神                     | 日本劇場未公開                             |
| 2020   | The One                                                                                | ドクター・ワトキンス     | 短編映画                                   |
| 2020   | Magic Hour                                                                             | ベラ                     | 短編映画 兼 エグゼクティブ・プロデューサー |
| 2020   | ベビーシッターのモンスターハンティング・ガイド A Babysitter's Guide to Monster Hunting | ペギー・ドルード         | Netflix映画                                |
| 2021   | エスケープ・ルーム2:決勝戦 Escape Room: Tournament of Champions                        | ブリアナ・コリアー       | 日本劇場未公開                             |
| 2023   | ニモーナ Nimona                                                                        | アラムザパム・デイヴィス | 声の出演                                   |
| 2023   | アクアマン/失われた王国 Aquaman and the Lost Kingdom                                   | カーション               | 映画『アクアマン』の続編                   |

### テレビシリーズ
| 放送年    | 邦題 原題                                                     | 役名                           | 備考                                                             |
| --------- | ------------------------------------------------------------- | ------------------------------ | ---------------------------------------------------------------- |
| 2018-2021 | POSE/ポーズ Pose                                              | エンジェル・エヴァンジェリスタ | メインキャスト 計25話に出演                                      |
| 2019      | スティーブン・ユニバース・フューチャー Steven Universe Future | シェップ                       | アニメ『スティーブン・ユニバース』の続編／声の出演 第9話「卒業」 |

### ミュージックビデオ
| 公開年 | タイトル        | アーティスト         |
| ------ | --------------- | -------------------- |
| 2017   | Swish Swish     | ケイティ・ペリー     |
| 2017   | Don’t Pull Away | J.Views (ft. Milosh) |
| 2018   | Saint           | Blood Orange         |

## 私生活
ムーアはトランスジェンダーのノンバイナリーであり、they/themの代名詞並びにshe/herの代名詞を使用している。また、14歳で実家を出たことや、高校2年生で学校を中退した原因となったいじめやトランスフォビアとの生涯にわたる闘いを率直に語っている。
テレビドラマ『POSE/ポーズ』の共演者であるMJ・ロドリゲスとのインタビューの中で、ムーアは、ノンバイナリーであるにもかかわらず女性として見られることは、自身が依然として他の女性たちと同じように「監視と詮索」の目にさらされていることを意味し、力を取り戻すためにファッションを活用したいという願望を以下のように語った。

ムーア：ファッションについてはそんな風に思っていますし、自分を表現するための自主性についてもそう思います。私はノンバイナリーですが、それについてあまり話したことはありません。でも、私を女性として見ている人々がいることは認識しています。私が女性やシスジェンダーの女性として、あるいはバイナリーとして見られているから、人々は女性が求められているのと同じ基準で私を見ようとするのです。
ロドリゲス：そうあるべきではないってことですよね？
ムーア：女性たちは皆そのように見られるべきではないということです。

2018年12月、ムーアはポリアモリーであることをカミングアウトした。